# Пунта-Маргуарейс
Пунта Маргуарейс (італ. Punta Marguareis, фр. Pointe Marguareis) — гірська вершина на кордоні Франції (департамент Приморські Альпи) та Італії (провінція Кунео), найвища точка Лігурійських Альп. Висота — 2651 м. Пунта Маргуарейс належить до карстової зони, в якій розташовано багато печер, дуже популярних серед спелеологів. Перше задокументоване сходження на гору Пунта Маргуарейс здійснив 1903 року Лоренцо Парето (з південного боку). Перше сходження північним маршрутом здійснили також 1903 року А. Гандолфі та С. Гаттаї з Генуї.

## Альпіністські стоянки
- Гареллі / Garelli (1990 м)
- Дон Бербера / Don Barbera (2070 м)
- Саракко-Воланте / Saracco-Volante (спелеологічна, 2220 м)